# Бодешти (Прахова)
Бодешти (рум. Bodești) насеље је у Румунији у округу Прахова у општини Посешти. Oпштина се налази на надморској висини од 466 m.

## Становништво
Према подацима из 2002. године у насељу је живело 198 становника, од којих су сви румунске националности.